# Mauro Bajatierra Morán
Mauro Bajatierra Morán, llamado a veces Juan del Pueblo (Madrid, 8 de junio de 1884 – Guindalera, Madrid, 28 de marzo de 1939) fue un periodista y anarcosindicalista español.

## Biografía
Hijo de un panadero, también trabajó un tiempo de panadero. Afiliado inicialmente al Sindicato de Panaderos de la UGT, en 1913 fue detenido por primera vez, después del intento de asesinato de Alfonso XIII por parte de Rafael Sancho Alegre. Fue nombrado presidente de la Federación de Obreros y Peones (FOP), a la cual representó en el Congreso Internacional por la Paz de Ferrol en 1915 y en el XII Congreso de la UGT de 1916 con Eusebi Carbón y Carbón donde propusieron hacer pacto con la CNT. Participó en la organización del Congreso de la CNT en el Teatro de la Comedia de Madrid celebrado en diciembre de 1919. Viajó por Europa, aprendiendo francés, alemán e italiano.
Con su amigo Pedro Vallina participó en el Centro Federal de la calle Aguilera de Madrid y desde el 1916 pertenecía a la masonería (a la logia La Cantoniana de Madrid y a la francesa Plus Ultra). También fue amigo de Andreu Nin. En 1921 fue detenido nuevamente, acusado de proporcionar las pistolas con las que fue asesinado el presidente de gobierno Eduardo Dato e Iradier, pero en el juicio de octubre de fue absuelto por falta de pruebas, a pesar de que fue desterrado. En 1922 fue miembro del Comité Clandestino de la CNT para Rioja, Navarra y Zaragoza. Durante la Dictadura de Primo de Rivera fue encarcelado varias veces y vivió exiliado en Francia y Bélgica una temporada. En 1927 fue procesado por el complot del Puente de Vallecas, año en que participó en la fundación de la Federación Anarquista Ibérica (FAI). En 1930 fue desterrado un tiempo a Castro del Río.
Durante la Segunda República Española participó en mítines, fomentó polémicas en la prensa libertaria y fue juzgado en varias ocasiones por delitos de prensa. El 30 de abril de 1935, debido a la publicación del folleto Contra el capitalismo y contra el Estado fue condenado por inducción a la rebelión a seis meses y un día de destierro con prisión sin fianza.
Al estallar la guerra civil española se convirtió en el principal cronista de guerra de la prensa anarcosindicalista y libertaria (Solidaridad Obrera, CNT, La Revista Blanca, Tiempos Nuevos, Acracia), a la vez que participó en diferentes actos y mítines de la CNT y la FAI. Sus crónicas son consideradas emotivas y realistas, a la vez que poseían dotes de humor.
Con la llegada de la tropas franquistas a Madrid se niega a abandonar la ciudad. Murió el 28 de marzo de 1939 a la calle Torrijos del barrio de Guindalera de Madrid, fusilado a la puerta de can suya después de haber mantenido un tiroteo con las tropas franquistas durante el desfile de la victoria. Otras fuentes mantienen que fue detenido, juzgado sumariamente y fusilado el 2 de abril de aquel año. Su compañera, Julia Agudo, murió el 4 de diciembre de 1969 a Madrid.

## Obras
- Un ensayo revolucionario (1918)
- La violencia social-fascista
- El alma de la campiña
- Desde las barricadas. Una semana de revolución en España. Las jornadas de Madrid en agosto de 1917 (1918)
- Comentarios al II Congreso de la Confederación Nacional del Trabajo de España (1920)
- Como las águilas (1927)
- La virgencita de los Merinales (1927)
- El pitu de Peñarudes (1927)
- Del Madrid de mis amores1928)
- El alimañero (1928)
- La alegría del barrio (1929)
- Fuera de la ley (1929)
- El hombre que perdió el alma blanca (1929)
- Canciones anarquistas: airones de guerra contra el capitalismo y contra el estado (1930)
- Contra el capitalismo y contra el Estado (1930)
- Los ateneos libertarios. Su orientación. Su moral. Su táctica revolucionaría. Demostración de cómo se enseña a nuestros camaradas en la vida de los centros libertarios (1930)
- La justicia de los montañeses (1930)
- Hacia otra vida (1930)
- La rapaza de pradal (1930)
- Cómo deben resolver los campesinos el problema de la tierra (1931)
- ¿Quienes mataron a Dato? (1931)
- Crónicas del frente de Madrid (1937)
- Crónica de guerra (1937)
- La guerra en las trincheras de Madrid (1937)